# Tovomita microcarpa
Espèce
Classification phylogénétique
Synonymes
- Marialva microcarpa Poepp.[1]

Statut de conservation UICN

 VU D2 : Vulnérable
Tovomita microcarpa est une espèce de plantes à fleurs de la famille des Clusiaceae.

## Publication originale
- Repertorium Botanices Systematicae. 1: 392. 1842.